# Kleparów (stacja kolejowa)
Kleparów (ukr. Клепарів, ros. Клепаров) – stacja kolejowa na Kleparowie, we Lwowie, w obwodzie lwowskim, na Ukrainie. Istniała przed II wojną światową.